# Vatché II d'Ibérie
Vatché ou Datchi II d’Ibérie  (en géorgien ვაჩე II, Vaché II, ou დაჩი, Dachi, ou დარჩი, Darchi, ou დარჩილი, Darchil) est un roi d’Ibérie de la dynastie des Chosroïdes, ayant régné de 522 à 534.

## Biographie
Vatché, dénommé Datchi par la Chronique géorgienne, qui lui attribue un règne de douze ans, est le fils du roi Vakhtang Ier et de la princesse perse Balendoukht.  
Il devient roi à la mort de son père et, conformément à la volonté de ce dernier, ses demi-frères Léon et Mihrdat, les fils de la princesse byzantine Hélène, entrent en possession de la partie occidentale de l’Ibérie qui leur a été donnée par Vakthang Ier. Les deux princes résident l’été à Tsounda et vont l’hiver à Oszrkhé. On ne les appelle pas « rois » mais « Mthawars des éristhaws », titre que Cyrille Toumanoff interprète en « archiducs ».
Vatché II se préoccupe ensuite de restaurer la Géorgie, qui a été dévastée par les Perses, à l'exception de la Kakhétie, la Klarjéthie et l’Egris selon la Chronique.
Le roi achève également les murailles de Tiflis et y transfère la résidence royale, comme le souhaitait Vakhtang Ier. Le Catholicos Pétré étant mort, le roi installe son successeur Samouel à Mtskheta, l’ancienne capitale royale qui sera désormais le centre religieux du pays. Vatché II consacre les années suivantes à la conversion des montagnards de Kakhétie qui sont restés réfractaires au christianisme.
Son demi-frère Léon étant décédé, Vatché II rachète ses possessions à Mihrdat et en échange de l’Egris, située près de la frontière des Grecs, il lui propose la Djavakheti, depuis le lac de Phanawar jusqu’au Mtcouar, où Mihrdat exercera l’éristhawat sous la dépendance de son frère. Cette contrée sera le fief des descendants de son frère Léon, les futurs Gouaramides. 
Vatché II meurt en 534 et a comme successeur son fils :
- Bakour II d'Ibérie.